# Dropout Idol Fruit Tart
Dropout Idol Fruit Tart (яп. おちこぼれフルーツタルト отикоборэ фуру:цу таруто) — японская четырёхпанельная манга авторства Со Хамаямибы, выходящая в журнале Manga Time Kirara Carat с ноября 2014 года. В марте 2019 года была анонсирована аниме-экранизация, её премьера прошла с 12 октября по 28 декабря 2020 года.

## Сюжет
Только поступившая в старшую школу Ино Сакура отправляется в Токио, чтобы стать поп-идолом. Она заселяется в общежитие «Мышиный дом», где живут три девушки с неуспешными карьерами в шоу-бизнесе. Но менеджер Хохо объявляет, что общежитие находится на грани закрытия и чтобы спасти его, девушкам придётся создать айдол-группу под названием Fruit Tart. Их целью является вступление в шоу-бизнес, чтобы заработать достаточно денег и спасти общежитие.

## Персонажи
Ино Сакура (яп. 桜 衣乃 Сакура Ино) — главная героиня истории, мечтающая стать идолом.
- Сэйю: Хиёри Нитта

Роко Сэкино (яп. 関野 ロコ Сэкино Роко) — одна из членов Fruit Tart. В детстве была актрисой, но уже потеряла всю свою популярность.
- Сэйю: Риса Кубота

Хаю Нукуи (яп. 貫井 はゆ Нукуи Хаю) — одна из членов Fruit Tart. Её специальность — музыка.
- Сэйю: Харука Сираиси

Нина Маэхара (яп. 前原 仁菜 Маэхара Нина) — одна из членов Fruit Tart. Нина хочет стать моделью.
- Сэйю: Рэйна Кондо

Хэмо Мидори (яп. 緑 へも Мидори Хэмо)
- Сэйю: Кёка Мория

Хохо Кадзино (яп. 梶野 穂歩 Кадзино Хохо)
- Сэйю: Ёко Хикаса

## Медиа

### Манга
В ноябре 2014 года манга была впервые издана в журнале Manga Time Kirara Carat издательства Houbunsha. Изначально она задумывалась как короткая история (ван-шот), но позже было решено продолжить её выпуск и сделать полноценный сериал.
| № | Дата публикации     | ISBN                   |
| - | ------------------- | ---------------------- |
| 1 | 27 апреля 2016 г.   | ISBN 978-4-8322-4690-4 |
| 2 | 27 мая 2017 г.      | ISBN 978-4-8322-4835-9 |
| 3 | 27 июня 2018 г.     | ISBN 978-4-8322-4955-4 |
| 4 | 25 октября 2019 г.  | ISBN 978-4-8322-7130-2 |
| 5 | 25 сентября 2020 г. | ISBN 978-4-8322-7206-4 |

### Аниме
26 марта 2019 года было объявлено об адаптации манги в виде аниме-сериала. Его производством  занялась студия Feel, режиссёром и сценаристом стал Кэйитиро Кавагути, помог ему писать сценарий Тацуя Такахаси, дизайнером персонажей выступил Сумиэ Киносита, а музыку писали в компании MONACA.
Премьера сериала планировалась на июль 2020 года, но позже была отложена на октябрь 2020 года из-за пандемии COVID-19. Премьерный показ первой серии прошёл 12 октября 2020 года на канале AT-X и других. Хиёри Нитта, Риса Кубота, Харука Сираиси, Рэйна Кондо и Кёка Мория исполняют начальную композицию «Kibō Darake no Everyday!» (яп. キボウだらけのEVERYDAY Кибо: даракэ но эвридэй, «Каждый день, полный надежды») и завершающую «Wonder!» (яп. ワンダー! Ванда:!, «Чудо!») от имени своих персонажей.

## Критика
Аниме представляет собой комедийный ситком про идолов, временами вплоть до пародии на жанр. В сериале есть хорошие шутки, но многие из них повторяются, так что быстро могут приесться. Сериал начинается с заезженного сюжета о наивной провинциальной девочке Ино, безумно любящей идолов и переезжающей в Токио, чтобы стать одной из них. В то же время он имеет более реалистичный подход к тому, каково же быть идолом. И хотя это уже встречалось, например, в Zombie Land Saga, он заметно контрастирует с более фантастическим идеалистическим взглядом Love Live!.
Визуально Dropout Idol выглядит очень даже хорошо, особенно костюмы героинь для выступлений. Анимация выполнена отлично и плавно, удачно переключаясь на стиль тиби, когда это необходимо для шутки.
Аниме нельзя называть обязательным к просмотру, но оно намного лучше вышедшего в этот же сезон Maesetsu!. Производство можно назвать скромным, но достаточно крепким, что особенно впечатляет, учитывая перенос из-за пандемии COVID-19, из-за которого режиссёр Кэйитиро Кавагути оказался в ответе за два аниме в одном сезоне: Dropout Idol и Higurashi no Naku Koro ni Go.

## Примечание
1. ↑  Rafael Antonio Pineda. Hanayamata's Hamayumiba Turns "Ochikobore Fruit Tart" Manga Into Series (англ.). Anime News Network (4 мая 2015). Дата обращения: 31 мая 2020. Архивировано 2 июня 2020 года.
2. 1 2 3 4 5  おちこぼれフルーツタルト (яп.). Houbunsha. Дата обращения: 26 марта 2019. Архивировано 17 декабря 2021 года.
3. ↑  Hanayamata Creator's Dropout Idol Fruit Tart Manga Listed With TV Anime (англ.). Anime News Network (26 марта 2019). Дата обращения: 26 марта 2019. Архивировано 27 марта 2019 года.
4. ↑  feel. Animates Dropout Idol Fruit Tart TV Anime (англ.). Anime News Network (27 марта 2019). Дата обращения: 27 марта 2019. Архивировано 27 марта 2019 года.
5. ↑  Dropout Idol Fruit Tart TV Anime's 1st Video Unveils More Staff, July Premiere (англ.). Anime News Network (27 марта 2020). Дата обращения: 28 марта 2020. Архивировано 2 июня 2020 года.
6. ↑  Dropout Idol Fruit Tart Anime Delayed to October Due to COVID-19 (англ.) (10 июня 2020). Дата обращения: 10 июня 2020. Архивировано 13 октября 2020 года.
7. ↑  Dropout Idol Fruit Tart Anime's Video Reveals Theme Songs, October 12 Premiere (англ.) (13 августа 2020). Дата обращения: 13 августа 2020. Архивировано 17 ноября 2020 года.
8. 1 2 3 4 5 6 7  The Fall 2020 Preview Guide - Dropout Idol Fruit Tart (англ.). Anime News Network (12 октября 2019). Дата обращения: 10 ноября 2020. Архивировано 5 ноября 2020 года.